# Basilique Saint-Martin d'Aime
La basilique Saint-Martin est une église catholique située en France dans la commune d'Aime-la-Plagne, dans le département de la Savoie en région Auvergne-Rhône-Alpes. Présentée sous le terme de basilique, cette église prieurale est dédiée à Martin de Tours.
Bâtie au XIe siècle, elle fait l’objet d'un classement au titre des monuments historiques en 1875. Désaffectée, elle accueille un espace muséographique.

## Géographie
L'église se trouve située sur l'ancienne commune d'Aime, intégrée désormais à la commune nouvelle d'Aime-la-Plagne. Elle se trouvait sur l'ancienne voie romaine Alpis Graia, qui reliait Milan en Italie à Vienne en France par le col du Petit-Saint-Bernard.

## Histoire

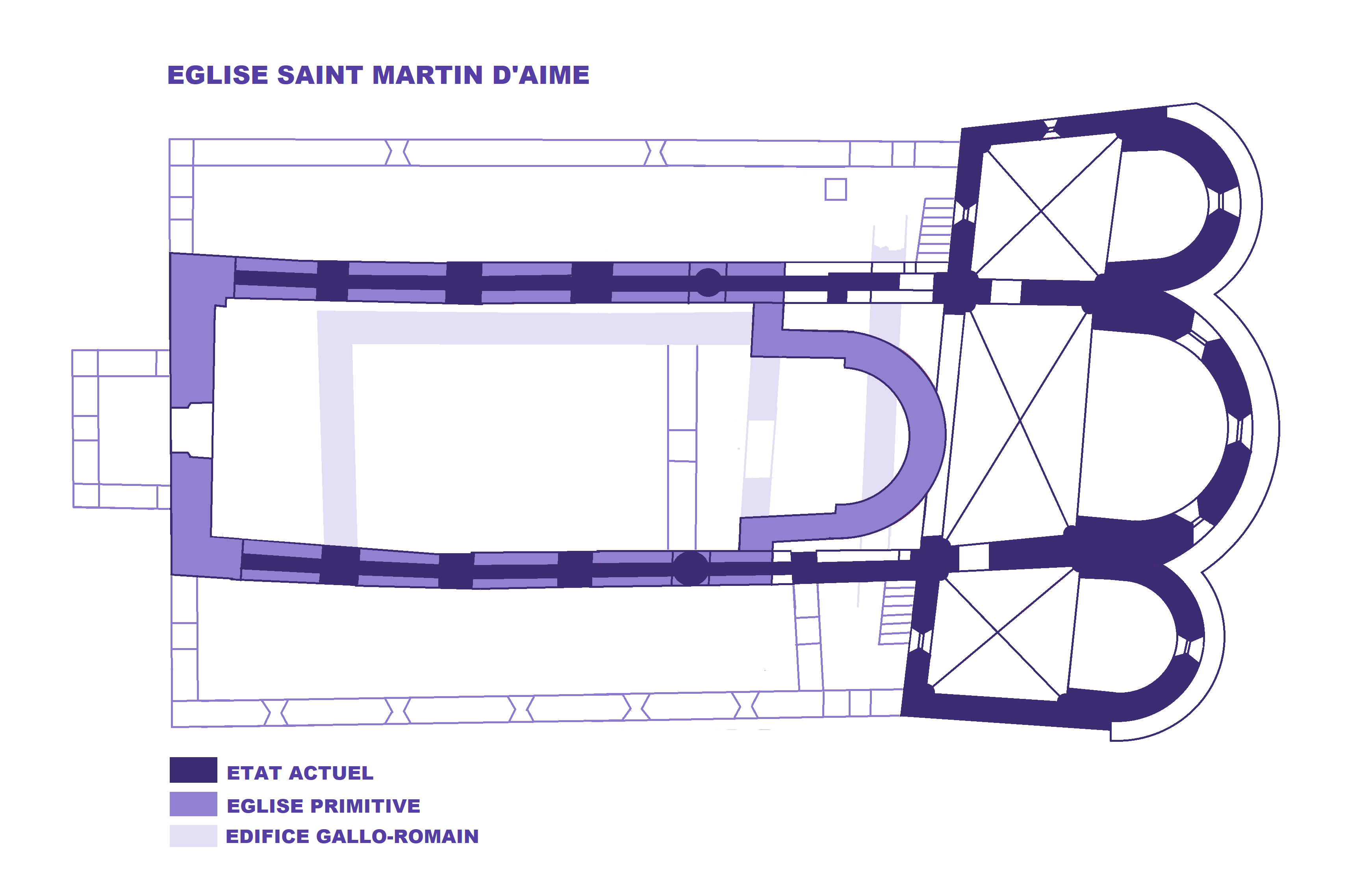
Plan de l'église.

Aime (Axima) était la capitale des Ceutrons. Elle devient Forum Claudii Centronum avec l'occupation romaine et garde un certain dynamisme, en lien avec la voie romaine Alpis Graia. Une première église semble avoir été établie entre les Ve – VIe siècles.
Les fouilles archéologiques, dirigées par l'architecte tarin Étienne-Louis Borrel (1822-1906), entre 1868 et 1877, sous la basilique, ont permis de découvrir deux édifices sur lesquels a été édifiée la basilique,,,. Il s'agit d'une ancienne basilique civile romaine (estimée du IIe siècle) et une église primitive,,. Les restes de l'église retrouvée semblent dater du VIIe siècle,.
L'édifice actuel semble avoir été réalisé durant le premier âge roman, dit art roman lombard.
La basilique est une église prieurale relevant de l'abbaye Saint-Michel-de-la-Cluse, en Val de Suse. Ses prieurs n'y résident plus à partir du XVe siècle, la dignité ayant été mise en commende. La basilique n'avait pas un rôle d'église paroissiale, puisque seule une grande messe s'y déroulait le dimanche ou des messes basses lors des fêtes.
Au cours du Moyen Âge, la basilique sert de sépulture à certains vicomtes de Tarentaise, les Briançon.
Le bâtiment fait l’objet d'un classement au titre des monuments historiques en 1875.

## Description

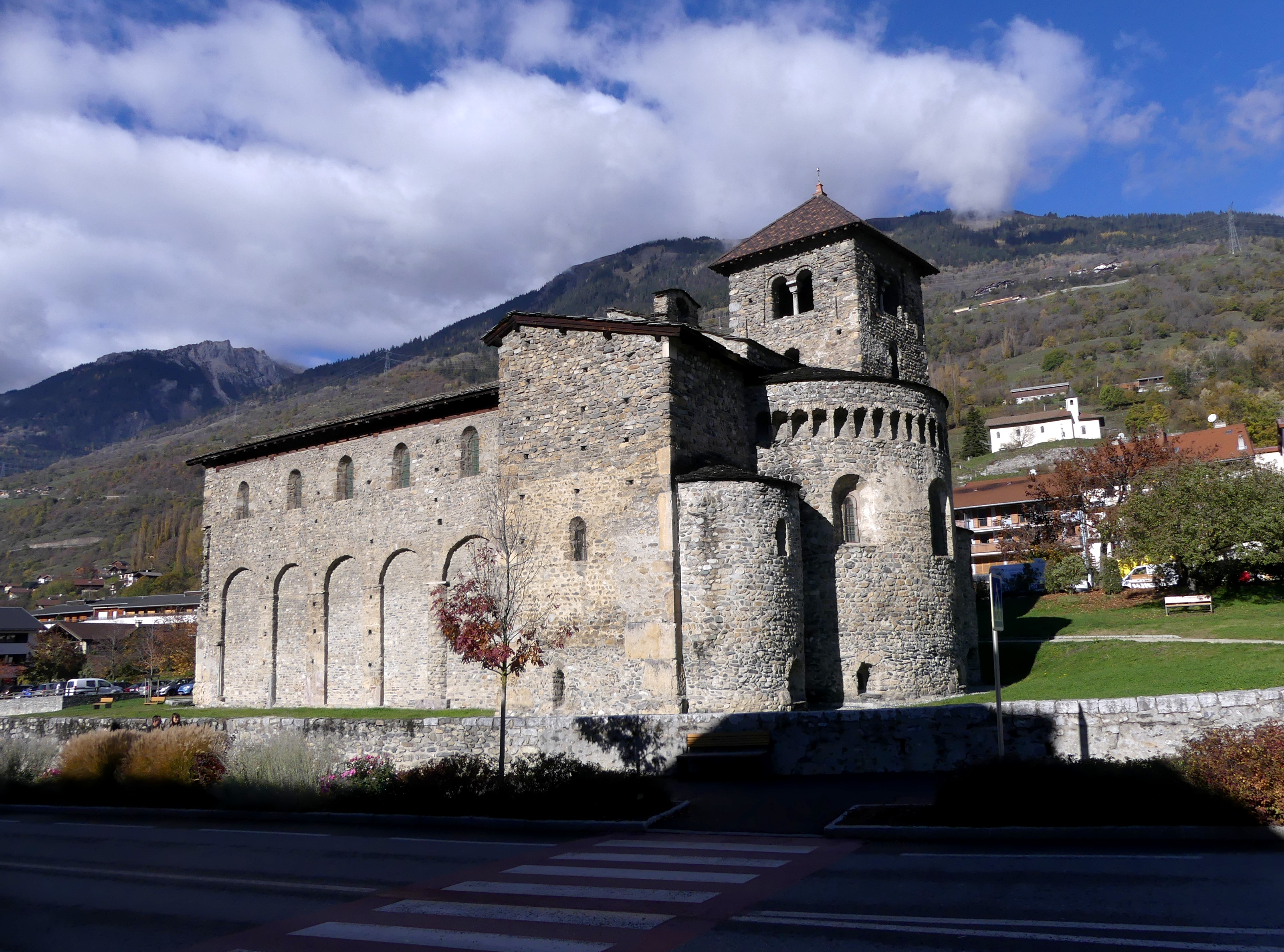
Façade sud et chevet de l'église.

La basilique est « orientée »,, c’est-à-dire que sa porte d’entrée se situait à l’ouest et que son chevet était à l’est.
L'édifice actuel correspond à une grande nef, associée à « une sorte de transept dont le bras septentrional supporte un clocher carré »,. La nef a une longueur de six travées. Elle ne semble jamais avoir été voutée,. Le chevet tripartite est composé d'une abside principale flanquée de chaque côté par une abside plus petite. Il existait deux clochers à l'origine, mais ils ont été détruits en 1794, lors de l'occupation du duché de Savoie par les troupes révolutionnaires françaises. Seul l'un des deux a été reconstruit.
Des fresques recouvrent le chœur et ses environs, elles datent de la fin du XIIe siècle et du début du XIIIe siècle,. Ces dernières avaient été recouvertes en 1696 par du plâtre. Elles ont été remises au jour lors de la campagne de fouilles. Bien que partiellement abîmées, on reconnaît des scènes de la Création et du Paradis, tandis que celles du Massacre des Innocents ne sont plus qu'à moitié visibles. D'autres parties ont également disparu.
En-dessous, on trouve la crypte, de forme approximativement carrée (7,95 m x 7,50 m).

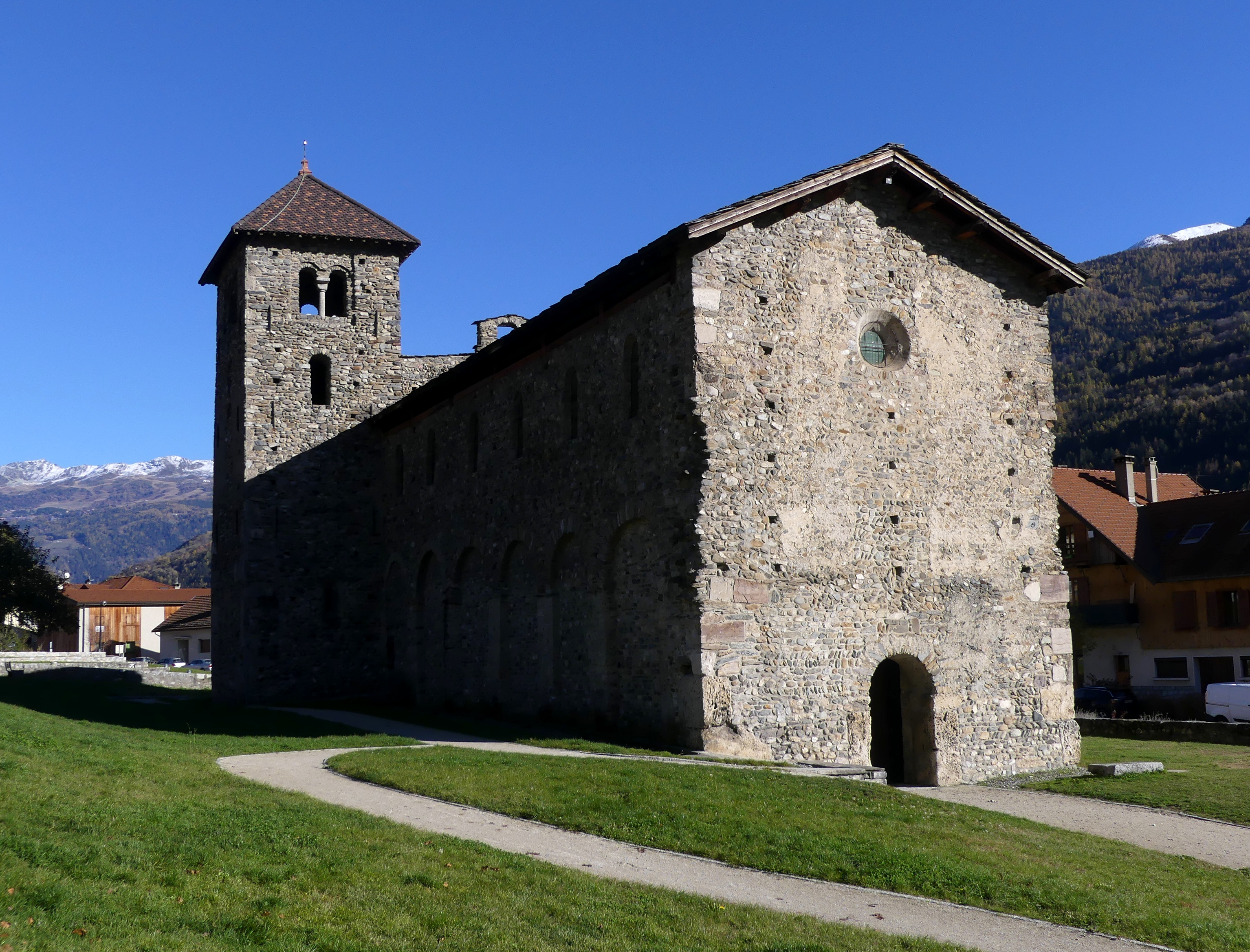
L'entrée sur la façade ouest.

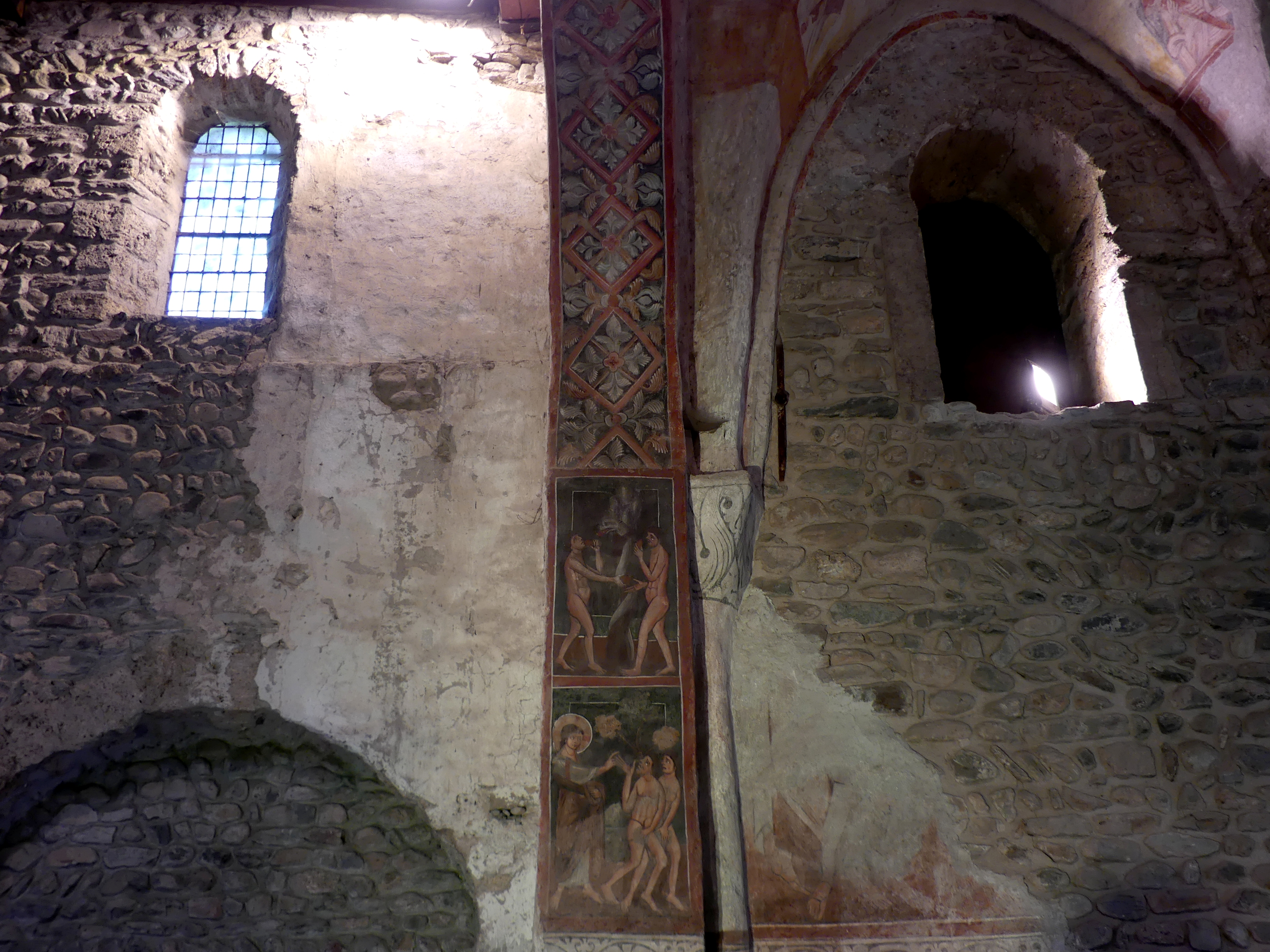
Fresques de la Création.
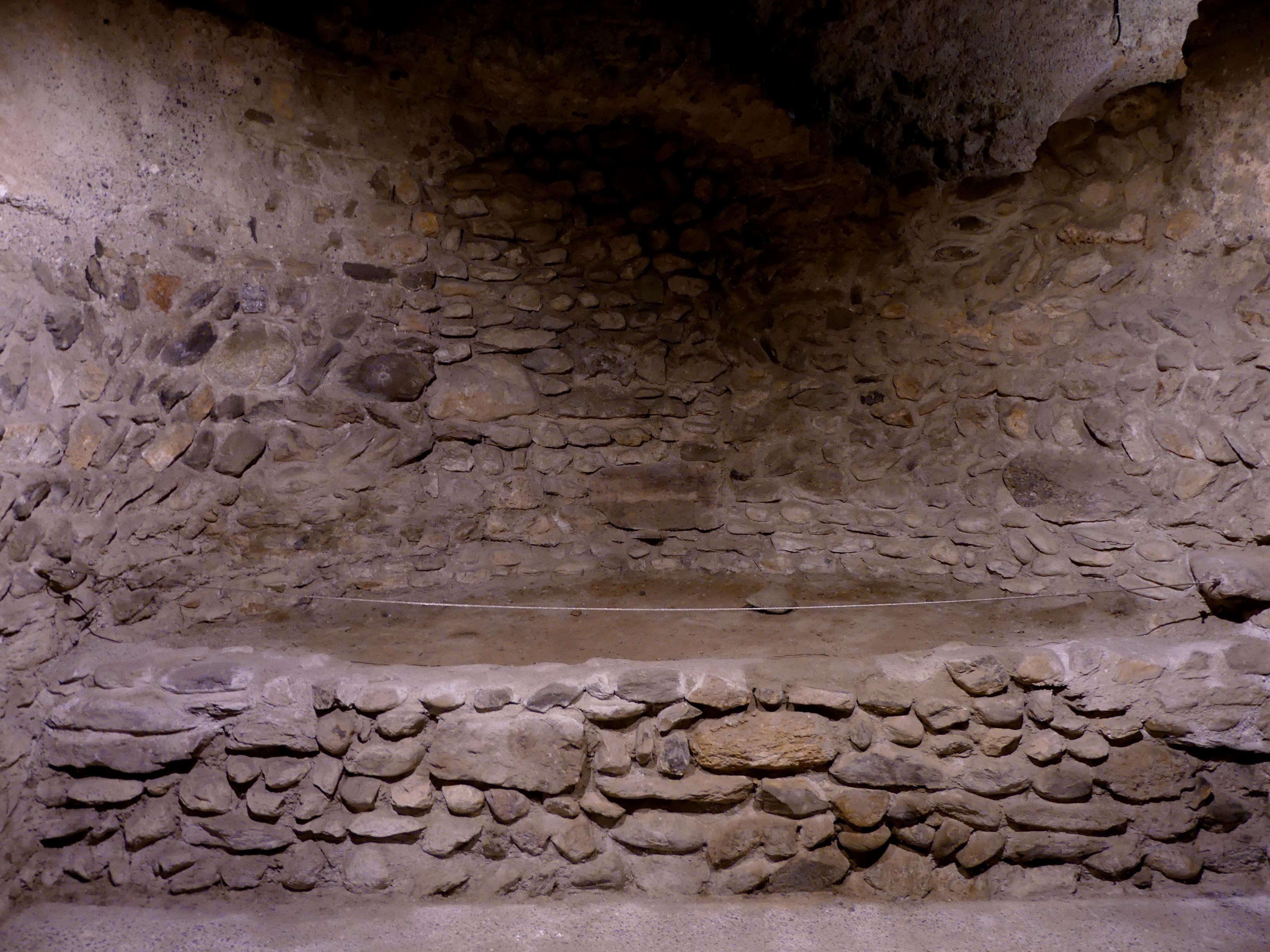
Chevet de l'église primitive.
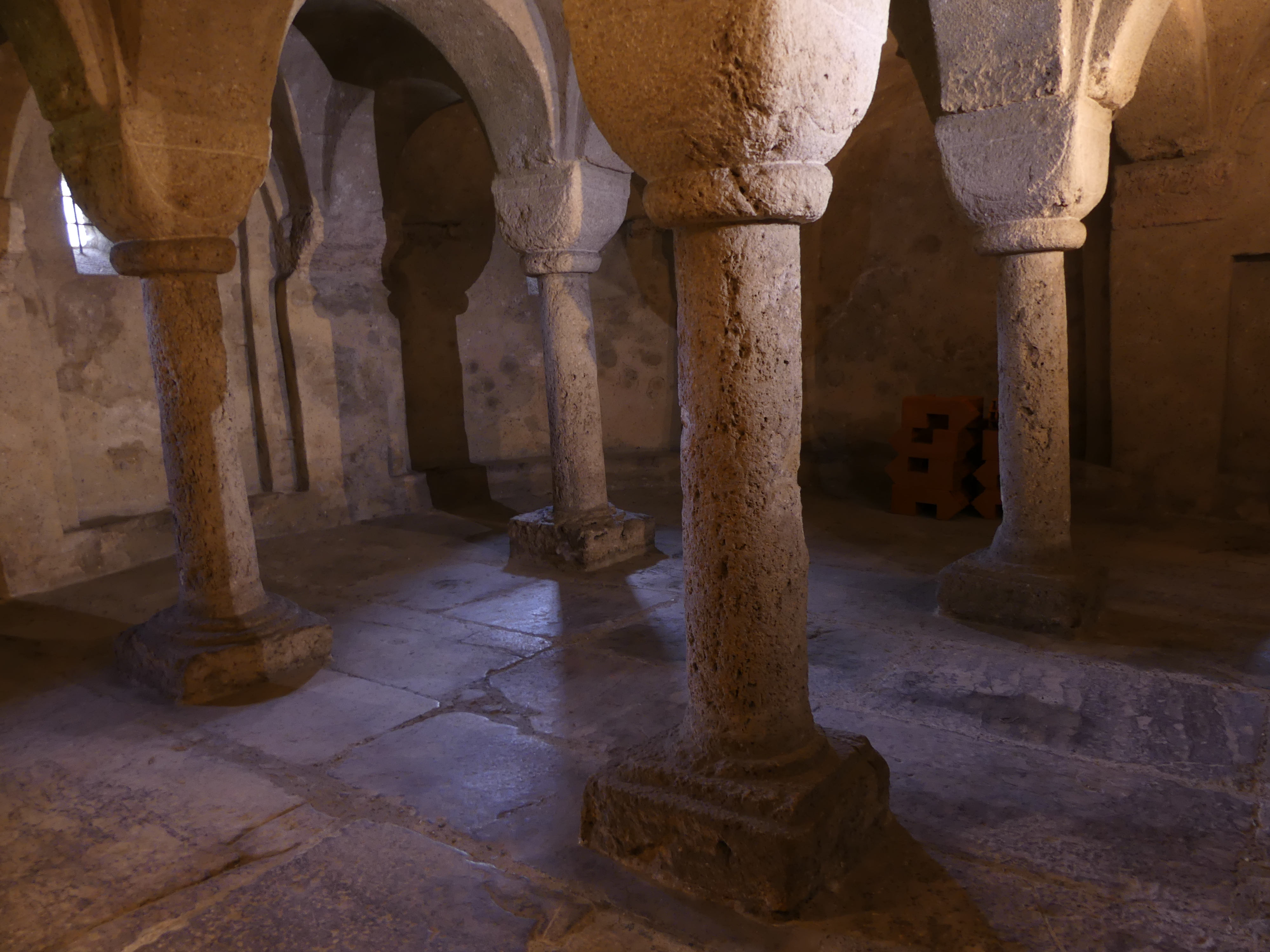
La crypte.